# شهرستان سکویا (اکلاهما)
شهرستان سکویا، اکلاهما (به انگلیسی: Sequoyah County, Oklahoma) شهرستانی در ایالات متحده آمریکا است که در اکلاهما واقع شده‌است.

## خصوصیات
شهرستان سکویا ۱٬۸۵۱٫۸۵ کیلومترمربع مساحت دارد.